# Castrul roman Cedonia
Cedonia este denumirea unui castru care se afla pe drumul roman ce lega Romula, capitala Daciei Malvensis, de Apulum, capitala Daciei Apulensis.
În Tabula Peutingeriana se observă că Cedonia se învecina cu castrele Caput Stenarum și Deidava.
Se presupune că acest castru se afla pe locul actualului cartier Gușterița din Sibiu sau în împrejurimile acestuia.